# Ferenc Horváth
Ferenc Horváth (6 mei 1973) is een Hongaars voormalig voetballer.

## Carrière
Horváth speelde als aanvaller onder andere voor KRC Genk, Energie Cottbus, Maccabi Tel Aviv FC, Ujpest FC en UD Almería. Met Genk werd hij in 1999 landskampioen, won hij in 2000 de Beker van België en won hij in 1999 en 2000 de Supercup. Met Maccabi Tel Aviv won hij in 2002 de Beker van Israël.
Horvath speelde in de periode 1996-2001 32 interlands voor de Hongaarse nationale ploeg, waarin hij 11 doelpunten maakte. Hij maakte zijn debuut op 24 april 1996 in het met 2-0 verloren oefenduel tegen Oostenrijk.
- 1991-1996:  FC Fehérvár
- 1996-1998:  Ferencvárosi TC
- 1998-2000:  KRC Genk
- 2000:  Energie Cottbus
- 2000-2002:  Maccabi Tel Aviv FC
- 2002-2003:  Ujpest FC
- 2003:  UD Almería
- 2003-2004:  GD Estoril-Praia
- 2004:  FC Fehérvár
- 2005:  Livingston FC
- 2005:  Diósgyőri VTK
- 2006-2007:  FC Fehérvár
- 2007:  Paksi SE
- 2008:  Lombard-Pápa TFC
- 2008-2009 :  SC Ostbahn XI